# Camaderry
Camaderry (en irlandais : Sliabh Céim an Doire, littéralement « col de la forêt de chênes ») est un sommet des montagnes de Wicklow culminant à 698 mètres d'altitude, en Irlande. Il se situe au sud de Wicklow Gap, qui le sépare de Tonelagee, et domine le village de Glendalough. Turlough Hill, avec son réservoir, se trouve à l'ouest.